# Marco Dente
Marco Dente (Ravenna, 1493 – Roma, 1527) è stato un incisore italiano, attivo nella cerchia di Marcantonio Raimondi.

## Biografia

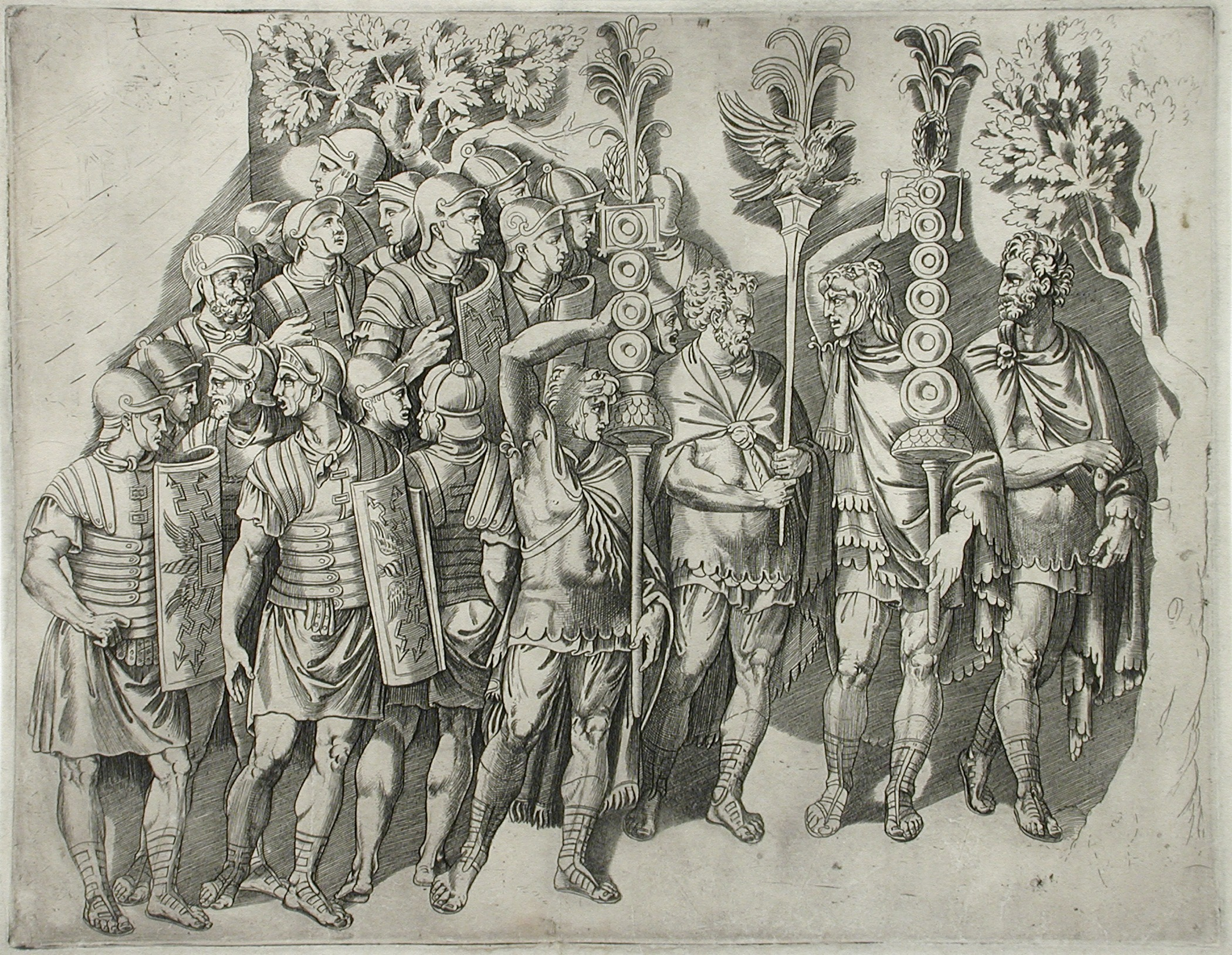
Una legione romana, Los Angeles County Museum of Art

Originario di Ravenna e per questo noto anche come Marco da Ravenna, fu allievo di Marcantonio Raimondi. A suo tempo ebbe numerosi riconoscimenti: è ricordato sia da Giovan Francesco Doni (1549) che da Giorgio Vasari in entrambe le edizioni della sua opera (1550 e 1568). Addirittura per il Vasari è l'unico incisore degno di essere menzionato, tra gli "infiniti" che operarono nella scia del suo maestro.
I suoi lavori migliori sono tratti da Baccio Bandinelli, Giulio Romano, Raffaello e dal suo maestro.
Morì a Roma nel 1527, durante il celebre sacco di Roma.